# Pūshābād
Pūshābād (persiska: پوش آباد) är en ort i Iran.   Den ligger i provinsen Västazarbaijan, i den nordvästra delen av landet, 600 km väster om huvudstaden Teheran. Pūshābād ligger 1 429 meter över havet och antalet invånare är 277.
Terrängen runt Pūshābād är varierad.Runt Pūshābād är det ganska tätbefolkat, med 86 invånare per kvadratkilometer. Närmaste större samhälle är Oshnavīyeh, 4,0 km norr om Pūshābād. Trakten runt Pūshābād består till största delen av jordbruksmark.